# SN 2008dw
SN 2008dw – supernowa typu II odkryta 2 lipca 2008 roku w galaktyce UGC 8932. W momencie odkrycia miała maksymalną jasność 17,20m.